# Angie Harmon
Angela Michelle (Angie) Harmon (Highland Park (Texas), 10 augustus 1972) is een Amerikaanse actrice en model.

## Levensloop
Harmons vader en moeder (van Duitse respectievelijk Griekse komaf) scheidden in 1982; haar vader trouwde later opnieuw. Harmon werkte als kindmodel en won in 1988 een modellenwedstrijd van het tijdschrift Seventeen. Ze werkte als model voor Calvin Klein, Giorgio Armani en Donna Karan. Ook stond ze op de voorpagina's van Elle, Cosmopolitan en Esquire.
Haar acteercarrière begon in 1995. Niet veel later kreeg ze rollen in televisieseries, waaronder Baywatch Nights, Baywatch en C-16: FBI. Vanaf 2000 kreeg Harmon meer bekendheid als Abbie Carmichael in de serie Law & Order. Deze rol speelde ze van 1998 tot 2001. Ze speelde van 2010 tot en met 2016 Jane Rizzoli in de op boeken van Tess Gerritsen geïnspireerde serie Rizzoli & Isles.

## Filmografie
- Renegade (1995), televisieserie, 1 aflevering
- Baywatch Nights (1995-1997), televisieserie
- Baywatch (1996), televisieserie, 1 aflevering
- Lawn Dogs (1997)
- C-16: FBI (1997-1998), televisieserie
- Law & Order (1998-2001), televisieserie
- Law & Order: Special Victims Unit (1999-2000), televisieserie
- Batman of the Future (2000), televisieserie, 3 afleveringen (stemrol)
- Batman Beyond: Return of the Joker (2000) (stemrol)
- Good Advice (2001)
- Video Voyeur: The Susan Wilson Story (2002)
- Agent Cody Banks (2003)
- The Deal (2005)
- Inconceivable (2005)
- Fun with Dick and Jane (2005)
- End Game (2006)
- Secrets of a Small Town (2006)
- Glass House: The Good Mother (2006)
- Seraphim Falls (2007)
- Women's Murder Club (2007-2008), televisieserie
- Living Proof (2008)
- Rizzoli & Isles (2010-2016), televisieserie
- Buried in Barstow (2022), televisiefilm

- Bibliothèque nationale de France: cb14561557d (data)
- Gemeinsame Normdatei: 1034964992
- International Standard Name Identifier: 0000 0003 6498 7118
- Library of Congress Control Number: no2006053566
- Nederlandse Thesaurus van Auteursnamen: 338137912
- SNAC: w6bc5z06
- Système universitaire de documentation: 241778816
- Virtual International Authority File: 229375036
- WorldCat: E39PBJvxpdhHFxybXG6rw9rQbd